# Kunst Museum Winterthur

Kunst Museum Winterthur är ett konstmuseum i Winterthur i kantonen Zürich i Schweiz. Det drivs av Kunstverein Winterthur som grundades 1848 och idag i huvudsak finansieras av kommunen och kantonen.
Verksamheten sker sedan 2018 på tre lokaler:
- Kunst Museum Winterthur – Beim Stadthaus (tidigare Kunstmuseum Winterthur)
- Kunst Museum Winterthur – Reinhart am Stadtgarten (tidigare Museum Oskar Reinhart)
- Kunst Museum Winterthur – Villa Flora

I Wintherthur finns även konstmuseet Sammlung Oskar Reinhart – Am Römerholz som ägs av schweiziska staten.